# Homer & Langley
Homer & Langley (titre original : Homer & Langley) est un roman américain de E. L. Doctorow publié en anglais en 2009 ; il est traduit en allemand en 2011, et en français en 2012 aux éditions Actes Sud.

## Résumé
Deux frères, Homer et Langley, vivent, depuis la mort de leurs parents en 1918, dans une grande demeure à New York sur la Cinquième avenue, dans l'aisance, servis par plusieurs domestiques. Homer, le narrateur, est aveugle depuis l'âge de vingt ans ; Langley, combattant de la Grande Guerre en Europe, y a été gazé. Peu à peu, ils s'isolent du monde (le mariage de Langley est un échec et se termine par un divorce ; les domestiques les quittent les uns après les autres) et amoncellent dans leur hôtel particulier divers objets que Langley collectionne compulsivement : coupures de presse, pianos, grille-pain, phonographes, Ford T, machines à écrire, livres, masques à gaz, magnétophones, armes, télévision...
« La maison était un labyrinthe de sentiers hasardeux, plein d’obstructions et de nombreux culs-de-sac. Avec assez de lumière, on pouvait s’y retrouver dans les corridors qui zigzaguaient entre les ballots de journaux, ou se frayer un passage en se faufilant parmi les piles d’équipement de l’une ou l’autre espèces – entrailles de pianos, moteurs embobinés dans leur cordon d’alimentation, caisses à outils, tableaux, pièces de carrosserie de voitures, pneus, chaises empilées, tables superposées, têtes de lit, tonneaux, éléments démontés du mobilier de nos parents, tapis enroulés, tas de vêtements, bicyclettes. »
Langley compile quotidiennement la presse pour créer « un journal éternellement en cours et toujours d’actualité » qui rendrait compte de tout ce qui se passe dans le monde. Ils disparaissent peu à peu sous cet amas de choses entassées. 
Mais ils accueillent brièvement aussi divers exclus, marginaux ou non conformistes, au grand dam des autres habitants de l'avenue : opposants à la guerre du Vietnam, un américain d’origine coréenne lors de la guerre de Corée, prostituées, immigrants, musiciens de jazz (Homer, grand amateur de musique et pianiste, découvre cette nouvelle musique avec enthousiasme), un tueur de la Mafia italienne, hippies...

## Source d'inspiration
Doctorow s'est inspiré pour son roman de la vie des frères Collyer qui étaient atteints de syllogomanie. Toutefois, la durée dans laquelle s'inscrit l'action du roman est plus longue que la vie des frères Collyer : l'histoire commence au début du XXe siècle, avant la première guerre mondiale pour finir dans les années 1970 (les frères Collyer sont morts en 1947), et couvre aussi bien les débuts du cinéma, la prohibition, la crise économique mondiale, la Seconde Guerre mondiale que l'avènement de la télévision et les émeutes raciales. Le décalage entre l'histoire du roman et la vie des frères Collyer est prétexte à l'auteur pour faire une critique des transformations de la société américaine.

## Editions
- (en) Homer & Langley, New York, Random House, 2009, 208 p.  (ISBN 9780812975635).
- (de) Homer & Langley, traduction Gertraude Krueger, Cologne, Kiepenheuer & Witsch, 2011  (ISBN 978-3-462-04298-6).
- Homer & Langley, traduction Christine Le Bœuf, Arles, Actes Sud, 2012, 228 p., collection Lettres anglo-américaines  (ISBN 978-3-462-04298-6).